# 堅定的錫兵
《堅定的錫兵》（丹麥語：Den standhaftige tinsoldat）是丹麥作家漢斯·克里斯汀·安徒生創作的文學童話，講述了一名錫兵對紙芭蕾舞者的愛戀故事。該故事最早於1838年10月2日由哥本哈根出版社C.A. Reitzel發表，收錄於《給孩子們講的童話新系列》第一冊，與《雛菊》和《野天鵝》共同刊載。這是安徒生首部非改編自民間傳說或文學作品的原創童話，後來被改編為芭蕾舞劇、動畫等多種形式的作品。

## 故事大綱
生日當天，一名男孩收到一組由同一隻舊錫勺鑄造而成的25名玩具兵。他將士兵們排列在桌上，其中一名士兵因為金屬不足，僅有一條腿。這名士兵注意到附近有一位美麗的紙舞者，她的腰帶上裝飾著閃亮的亮片，並且同樣以單腿站立，於是對她一見鍾情。當夜，玩具堆中的一個嚇人箱小妖精對錫兵發出警告，讓他不要再盯著舞者看，因為它也愛著她。然而，錫兵無視了這個威脅。
次日，錫兵從窗台掉落至街道，這很可能是小妖精的惡作劇。兩名男孩發現他後，將他放進紙船，讓他順著水溝漂流。途中，錫兵進入排水道，遇到一隻老鼠攔路索取過路費。
隨水漂流的錫兵最終進入了一條運河，並被一條魚吞下。後來，這條魚被人捕獲，當廚師剖開牠的肚子時，錫兵竟然回到了熟悉的桌面，與紙舞者重逢。然而，不知何故，男孩突然將錫兵丟進火爐，這可能也是小妖精的傑作。一陣風吹起紙舞者，將她送入火中，兩人最終在烈焰中化為灰燼。
次日清晨，女僕清理壁爐時，發現錫兵已經融化成一顆小小的錫心，而舞者的亮片則被燒得漆黑如煤。

## 出版

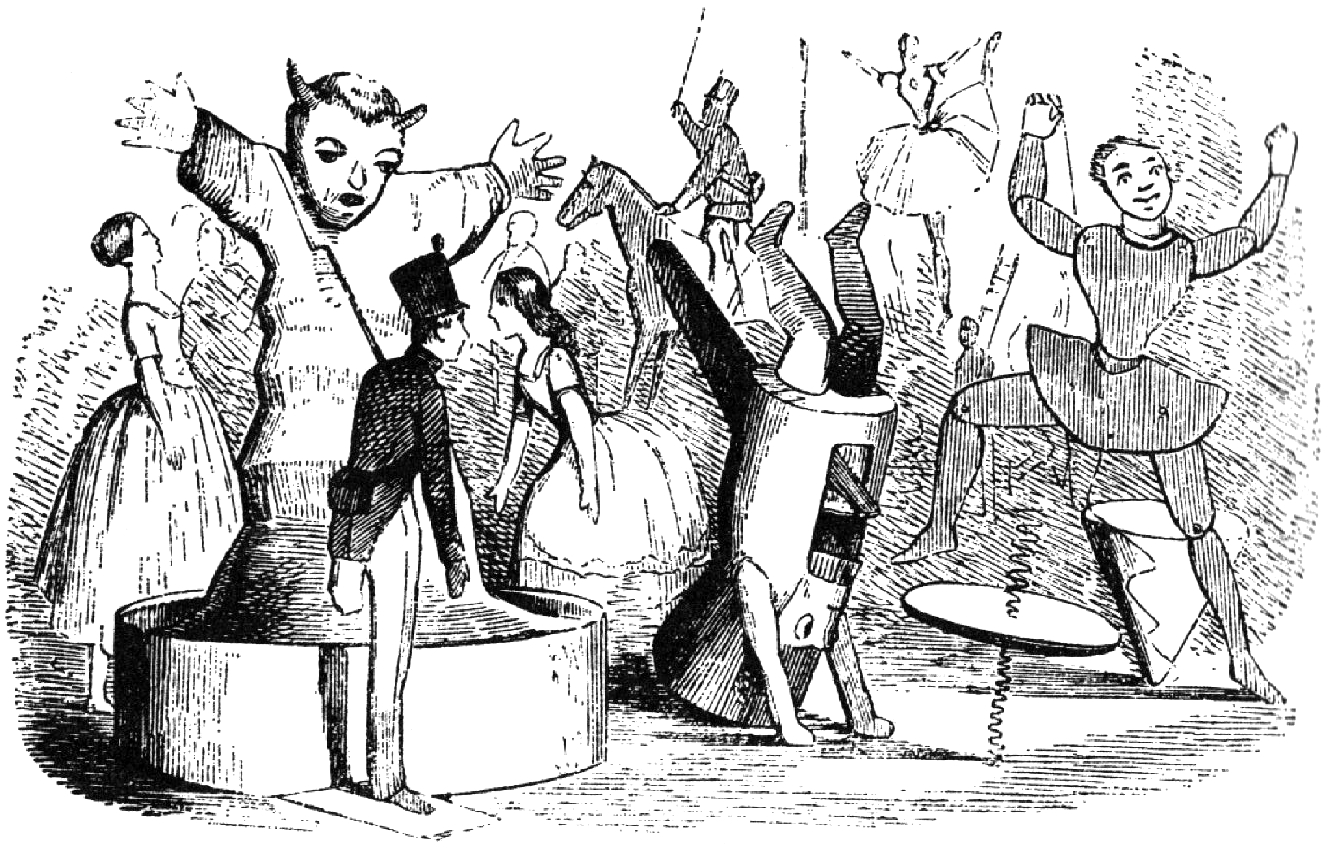
安徒生的第一位插畫家威廉·佩德森繪製的插圖，1850年。

《堅定的錫兵》最早於1838年10月2日由C.A. Reitzel出版社在丹麥哥本哈根發表，收錄於《給孩子們講的童話第一輯第一冊》，與〈雛菊〉和〈野天鵝〉共同刊載。此後，該故事多次被收錄於安徒生的童話集中，包括1849年12月18日出版的《童話集》，以及1862年12月15日發行的《童話與故事集》第一卷。

## 改編作品

### 動畫與電影改編
- 1934年，乌布·伊沃克斯製作了彩色動畫《小錫兵（英语：The_Brave_Tin_Soldier_(1934_film)）》，劇情與原作略有不同：反派並非跳箱妖精，而是一位玩具國王，因為想獨占紙舞者而將錫兵判處槍決，最終兩人一同被丟入火爐，融化成一顆心形的錫塊，並在結局中進入「玩具天堂」，錫兵也恢復了雙腿。[3][4]
- 1941年，喬治·帕爾（英语：George Pal）創作了木偶動畫短片《隊列中的節奏》，以戰爭為主題，講述一名玩具士兵因愛上溜冰舞者而被逐出隊伍，可能是對安徒生原著的改編。
- 1947年，法國動畫師保羅·格里莫（英语：Paul Grimault）與賈克·普維合作推出彩色動畫《小士兵》，將主角設定為雜技玩具，他在戰爭中受傷，卻依然堅持要拯救心愛的舞者。[5]
- 1955年，伊沃·卡普里諾（英语：Ivo Caprino）製作了木偶動畫電影《小錫兵》。[6]
- 1980年代，意大利製作了一部動畫，1985年由Harmony Gold進行英語配音，改名為《小火車》。
- 1986年，加拿大Atkinson Film-Arts（英语：Atkinson Film-Arts）推出動畫版，旁白由克里斯托弗·普卢默擔任。
- 1989年，波蘭Studio Miniatur Filmowych推出另一部動畫改編。
- 1991年，該故事被改編為電視動畫電影，收錄於漢納巴伯拉動畫與Hallmark共同製作的《永恆童話（英语：Timeless_Tales_from_Hallmark）》系列。
- 1995年，由強·沃特執導並參演的電視電影《錫兵》上映，劇情與原作有所改動。
- 2000年，華特迪士尼動畫工作室動畫電影《幻想曲2000》改編該童話，配樂採用德米特里·蕭士塔高維奇的《第二號鋼琴協奏曲》第一樂章。[7]
- 2002年，丹麥動畫劇集《童話家族》改編了此故事。

### 舞蹈與戲劇
- 安徒生的同時代人奧古斯特·布農維爾（英语：August_Bournonville）曾將該故事改編為芭蕾舞劇《圖畫童話》。
- 1975年，乔治·巴兰奇創作以此故事為原型的了芭蕾舞版本，該改編包含士兵與舞者在舞台上展現愛情，直到舞者最終被吹入火中。
- 1996年，由維維安·利特爾（Vivian Little）與凱斯琳·米爾斯（Kathleen Mills）改編的全長芭蕾舞劇由西雅圖Dance Fremont舞蹈團製作，成為當地冬季的固定演出，該版本中，主角是一名失聰男孩，他在聖誕節收到這組玩具，並以手語表達所有對話。

### 音樂與文學
- 法國作曲家喬治·比才曾在《兒童遊戲》組曲中為此故事譜曲。
- 1964年，美國創作歌手孝恩·菲利普斯（英语：Shawn Phillips）創作了同名歌曲，1965年由唐納文翻唱。
- 1967年，英國樂團小臉樂隊在歌曲《錫兵》中提及「我是個想要跳進你的火焰的小錫兵」。
- 2005年，美國歌手安娜塔西亚的音樂錄影帶《Heavy on My Heart（英语：Heavy on My Heart）》靈感來自該童話。
- 韓氏兄弟（英语：Hanson (band)）的歌曲《Soldier》也改編自該故事。
- Daft Punk歌曲《Instant Crush（英语：Instant Crush）》的音樂錄影帶被認為改編於此童話主題。[8]

### 文學與其他改編
- 1953年，由瑪西亞‧布朗（英语：Marcia Brown）繪製的插畫版《小錫兵》獲得了凱迪克榮譽獎。[9]
- 1992年，兒童文學作家托爾·塞德勒（英语：Tor Seidler）改編了此童話，插畫由佛瑞德·馬塞利諾（英语：Fred Marcellino）繪製。
- 1996年，兒童繪本作家约克·米勒根據此作品改編繪本《發現小錫兵》。[10][11]
- 2006年，斯蒂格·拉松的小說《玩火的女孩》中，主角莉絲·莎蘭德將忠誠於她的記者麥可·布隆維斯特比作「小錫兵」，暗示自己與舞者的定位相似。
- 2006年，凯特·迪卡米洛的小說《愛德華的奇妙旅程》借鑒了該故事的主題。
- 2006年，麥克·米格諾拉的圖像小說《巴爾的摩，或堅定的錫兵與吸血鬼》，將該童話與德古拉融合，背景設定在第一次世界大戰後的時代。
- 2013年，安尼魯德·阿倫 (Anirudh Arun)的成長小說《小錫兵？》中，主角Ashwin被成功的哥哥Abhinav比作錫兵，而社會則扮演殘酷的跳箱妖精角色。

### 書籍
- Andersen, Hans Christian; Tatar, Maria (Ed. and transl.), , New Yorkand London: W. W. Norton & Company, Inc., 2008, ISBN 978-0-393-06081-2
- Andersen, Hans Christian; Nunnally, Tiina (Transl.); Wullschlager, Jackie (Ed.), , New York: Viking, 2005 [2004], ISBN 978-0-670-03377-5
- Zipes, Jack (编), , Oxford and New York: Oxford University Press, 2003, ISBN 978-0-19-860509-6

## 外部連結
- 《堅定的錫兵》. 丹麥語原文
- 《堅定的錫兵》 （页面存档备份，存于）. 丹麥語原文（皇家圖書館）